# Epinotia subsequana
Épinotie subséquente, Mineuse des aiguilles du Sapin
Espèce
Epinotia subsequana, l'Épinotie subséquente ou la Mineuse des aiguilles du Sapin, est une espèce de Lépidoptères de la famille des Tortricidae, les Tordeuses. Sa chenille est une mineuse des aiguilles du Sapin blanc et de l'Épicéa sur l'ensemble de l'aire européenne de ses hôtes, d'où elle originaire. Les défoliations massives qu'elle entraîne, notamment au XXIe siècle dans les Préalpes françaises, sont liées aux sécheresses aggravées par le changement climatique. Son impact parasitaire est jugé préoccupant.

## Description

### Papillon

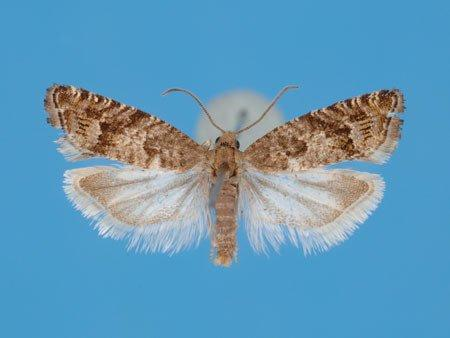
Epinotia subsequana, mâle.

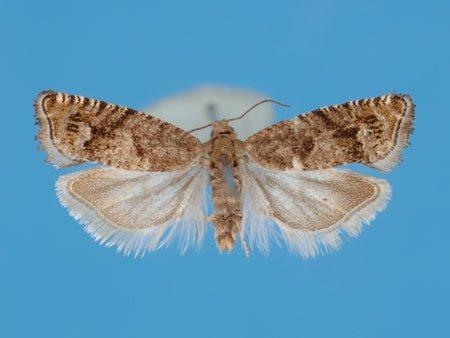
Epinotia subsequana, femelle.

Les imagos d'Epinotia subsequana sont des papillons diurnes de petite taille mesurant 13 mm de long. Leurs ailes antérieures sont brun sombre sur la face avant et teintées de rouille sur la face arrière tandis que les ailes postérieures sont blanches et bordées de longs poils.  

### Chenille
La chenille d'Epinotia subsequana présente une tête noire ou brun jaunâtre avec des côtés noirs. Le dessus de son thorax, le pronotum, est noir. Le reste du corps est jaune pâle à vert sombre orné d'une bande latérale claire. Des plaques chitineuse nommées pinacula sont présentes et peu visibles,.

### Confusions possibles
L'imago et la chenille d'Epinotia subsequana peuvent être confondus avec d'autres espèces de Tordeuses dont la plus fréquente en Europe est Choristoneura murinana.

## Cycle de vie
Les papillons émergent au printemps vers la fin avril et volent jusqu'à début juin. Après son accouplement, la femelle dépose des œufs par groupes de 4 à 12 sur la nervure centrale du revers d'une jeune aiguille située dans le houppier du conifère. Une fois éclose, à partir de la mi-mai pour la première naissance, la chenille pénètre dans l'aiguille en forant une ouverture ovale dans la moitié inférieure de la feuille, s'en nourrit jusqu'à l'extrémité en minant une galerie, puis rebrousse chemin et quitte l'aiguille par la même ouverture. L'opération est réitérée à diverses reprises tout en déposant des fils de soie entre chaque aiguille. La chenille mue plusieurs fois en minant de vieilles aiguilles, puis de moins en moins jusqu'à vivre en liberté parmi les aiguilles filées. À son stade final, vers la fin juin, elle mesure 6 à 8 mm de long. Elle se laisse alors glisser au sol par un fil de soie pour s'y enterrer à quelques centimètres de profondeur et s'y nymphoser dans une chrysalide où elle passe l'hiver,,.

## Prédateurs
Des guêpes parasitoïdes de la famille des Eulophidae pourraient être des régulatrices des populations d'Epinotia subsequana.

## Impact parasitaire
La Mineuse des aiguilles du Sapin provoque le rougissement des sapinières de Sapin blanc et de Sapin grandissime et des pessières d'Épicéa commun,. Cela provoque la chute prématurée des aiguilles et l’éclaircissement du feuillage, ce qui affaiblit la capacité de photosynthèse de l'arbre, diminue sa croissance et pourrait être un facteur déclenchant de son dépérissement. Les gradations de cet insecte sont rares,.
Il s'agit d'une espèce indigène présente dans l'ensemble de l'Europe. Elle est cependant en expansion depuis la fin du XXe siècle, son impact parasitaire étant accentué par le changement climatique. Les premiers signalements de ces défoliations massives sur le Sapin blanc datent des années 1994-1997 dans les Pyrénées espagnoles en Aragon, qui ont fait suite à une forte sécheresse. En 2017, les sapinières des Préalpes du Sud en France sont à leur tour sujettes à une attaque massive qui s'étend depuis plus au nord. L'impact d'Epinotia subsequana a des conséquences profondes dans l'ensemble de l'écosystème forestier.

## Taxonomie
Le nom valide complet (avec auteur) de ce taxon est Epinotia subsequana (Haworth, 1811). L'espèce a été initialement classée dans le genre Tortrix sous le protonyme Tortrix subsequana Haworth, 1811.

### Noms français
Epinotia subsequana porte le nom vulgarisé et normalisé « Épinotie subséquente ». Sa chenille porte les noms vernaculaires et normalisés « Mineuse des aiguilles » et « Mineuse des aiguilles du sapin ».

### Synonymie
Epinotia subsequana a pour synonymes :
- Coccyx abiegnana Guenée, 1845
- Epinotia abiegana (Duponchel, 1842)
- Epinotia abiegnana Guenée, 1845
- Eucosma subsequana (Haworth, 1811)
- Grapholitha abiegana Duponchel, 1842
- Steganoptycha abiegana (Duponchel, 1843)
- Steganoptycha subsequana (Haworth, 1811)
- Tortrix subsequana Haworth, 1811